# Granadillas (Jalisco)
Granadillas es una localidad del estado mexicano de Jalisco. Es parte del municipio de Lagos de Moreno.

## Demografía
| Gráfica de evolución demográfica |
|                                  |

| Censo | Población |
| ----- | --------- |
| 1990  | 733       |
| 2000  | 885       |
| 2010  | 1 293     |
| 2020  | 1 633     |